# Lac Nepton
Lac Nepton är en sjö i Kanada.   Den ligger i regionen Saguenay–Lac-Saint-Jean och provinsen Québec, i den östra delen av landet, 500 km nordost om huvudstaden Ottawa. Lac Nepton ligger 379 meter över havet. Arean är 0,43 kvadratkilometer. Den sträcker sig 1,2 kilometer i nord-sydlig riktning, och 0,4 kilometer i öst-västlig riktning.
I omgivningarna runt Lac Nepton växer i huvudsak blandskog. Trakten runt Lac Nepton är nära nog obefolkad, med mindre än två invånare per kvadratkilometer.